# Edward Cave
Edward Cave (Newton, 27 febbraio 1691 – Clerkenwell, 10 gennaio 1754) è stato un editore, tipografo e redattore inglese.

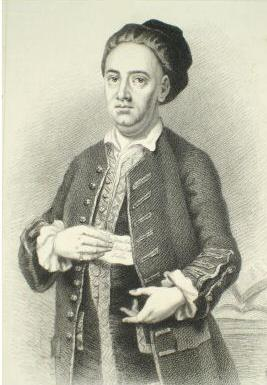
Ritratto di Edward Cave

Con The Gentleman's Magazine creò la prima rivista di interesse generale in senso moderno.

## Biografia
Figlio di un ciabattino, Cave nacque a Newton vicino a Rugby nel Warwickshire e frequentò la scuola di grammatica del posto, ma fu espulso dopo essere stato accusato di furto dal preside. Fece vari lavori, incluso il mercante di legno da costruzioni, gazzettiere e stampatore. Concepì l'idea di un periodico che trattasse qualunque tema di cui il pubblico istruito si potesse interessare, dal commercio alla poesia, e cercò di convincere diversi editori e librai di Londra a prendere in considerazione l'idea. Quando nessuno mostrò interesse, Cave assunse il compito da solo. The Gentleman's Magazine venne lanciato nel 1731 e presto divenne il periodico più influente e imitato del tempo. Fece anche diventare Cave ricco.

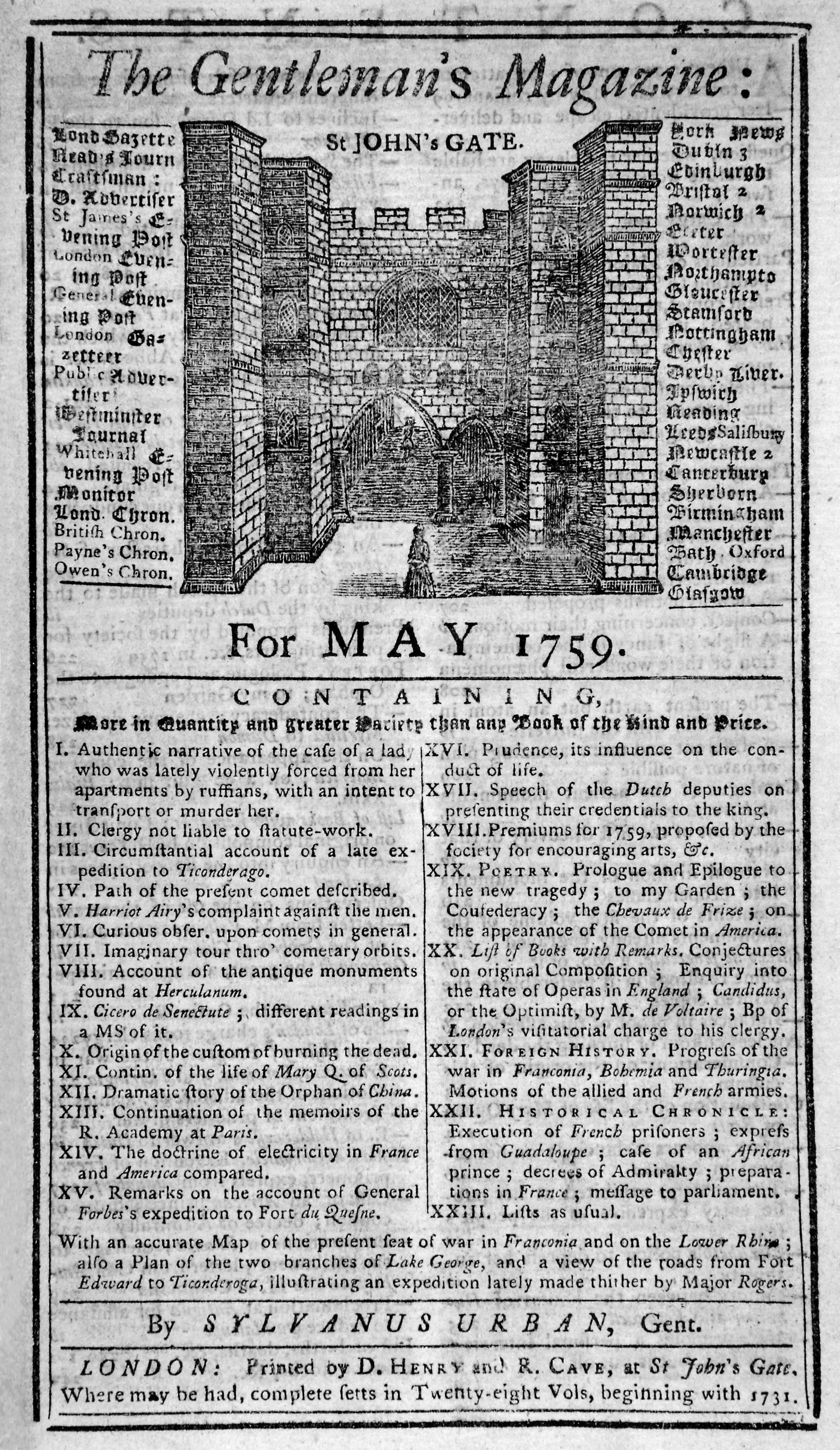
Un articolo di Edward Cave

Cave era un astuto uomo d'affari. Dedicò tutte le sue energie al giornale, e raramente lasciava i suoi uffici al St John's Gate, a Clerkenwell. Ebbe un gran numero di collaboratori, il più famoso dei quali fu Samuel Johnson, che fu sempre riconoscente a Cave per avergli fornito il suo principale impiego per molti anni. Lo stesso Cave contribuì spesso al Magazine con articoli firmati con lo pseudonimo Sylvanus Urban.
Ottenne anche una licenza da Lewis Paul per 250 fusi per la sua macchina per filare a rotelle brevettata, un'anticipazione di quella ad acqua. Nel 1742 comprò un mulino (Marvels Mill) a Northampton e lo convertì alla lavorazione del cotone, probabilmente il primo nel mondo utilizzato per questo scopo. Non apparendogli redditizia, chiuse l'attività nel 1761.
Cave, che soffrì a lungo di gotta, quando morì fu seppellito nella St. James Church, a Clerkenwell.